# Центр политических исследований МИД Израиля
Центр политических исследований МИД Израиля (ивр. המרכז למחקר מדיני‎, Ха-Мерказ ле-Махкар Медини), также известен под аббревиатурой МАМАД (ивр. ממ"ד‎) — аналитический центр при Министерстве иностранных дел Израиля, занимающийся работой по оценке политической информации.

## История
Центр политических исследований МИД Израиля (Мамад) Создан на базе существовавшего отдела исследований МИД в 1948 г.

## Задача
Центр политических исследований МИД Израиля занимается сбором и анализом данных, полученных из дипломатических представительств Израиля за рубежом и из открытых источников (газет, радио и т. п.). На основе собранной и проанализированной информации Центр составляет обзоры и долгосрочные аналитические документы по отдельным странам и проблемам.

## Структура
Организационно Центр состоит из четырёх региональных отделов: североафриканского, аравийского, Багдадского полумесяца, других (неарабских) регионов, и двух функциональных отделов: экономического и стратегического. Более 70 процентов сотрудников Центра служат в первых трех отделах, занятых арабскими странами.
Хотя Центр действует самостоятельно, он находится в постоянной зависимости от «Моссад», сотрудники которого составляют в нём большинство, а в вопросах, связанных с дипломатической службой и иностранным дипломатическим персоналом, Центр активно сотрудничает с контрразведывательной службой Шабак.